# Huitième législature du Parlement européen
législature du Parlement européen de 2014 à 2019
1er juillet 2014 - 1er juillet 2019
(5 ans)
7e législature 9e législature
La huitième législature du Parlement européen est un cycle parlementaire qui a débuté le 1er juillet 2014 suite aux élections européennes de 2014 du 22 au 25 mai 2014 et qui s'est terminé le 1er juillet 2019.

## Organisation

### Président du Parlement européen

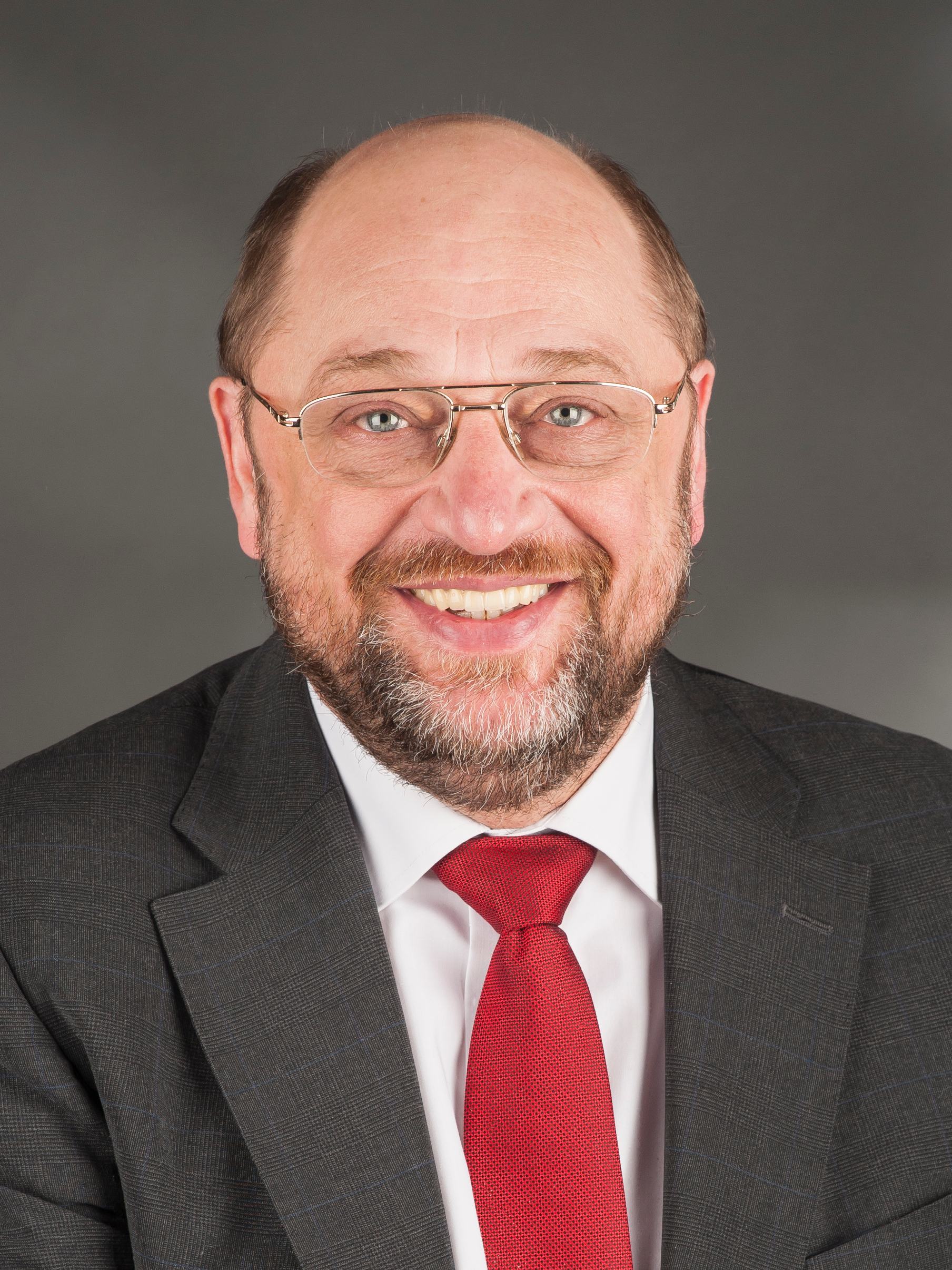
Martin Schulz, président du Parlement européen, du 17 janvier 2012 au 17 janvier 2017.
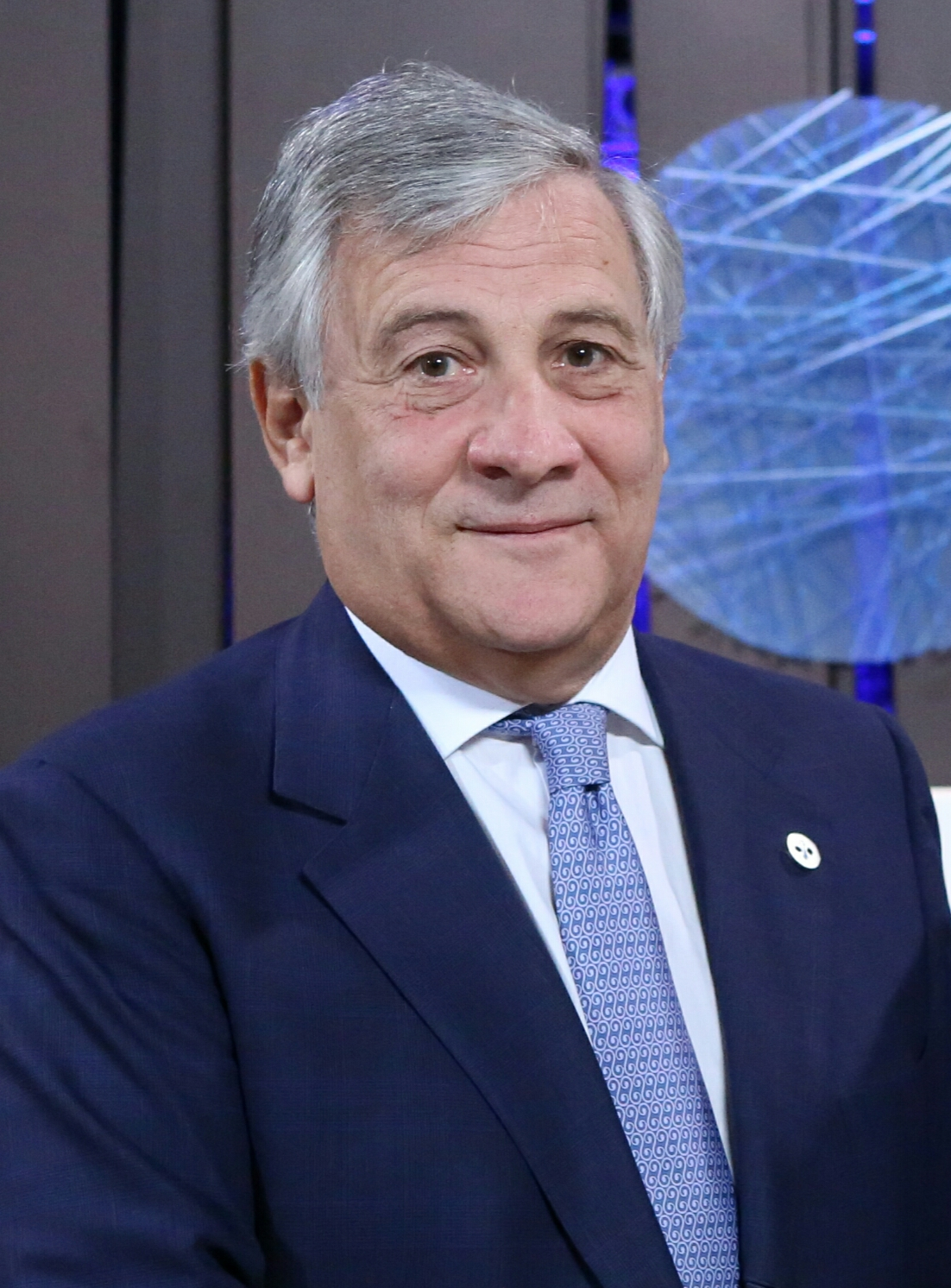
Antonio Tajani, président du Parlement européen, du 17 janvier 2017 au 3 juillet 2019.

### Vice-présidents du Parlement européen

#### 1erjuillet 2014 - 17 janvier 2017
| 1  | Antonio Tajani            |  | PPE       | Italie    |
| 2  | Mairead McGuinness        |  | PPE       | Irlande   |
| 3  | Rainer Wieland            |  | PPE       | Allemagne |
| 4  | Ramón Luis Valcárcel      |  | PPE       | Espagne   |
| 5  | Ildikó Gáll-Pelcz         |  | PPE       | Hongrie   |
| 6  | Adina-Ioana Vălean        |  | PPE       | Roumanie  |
| 7  | Corina Crețu              |  | S&D       | Roumanie  |
| 8  | Sylvie Guillaume          |  | S&D       | France    |
| 9  | David Sassoli             |  | S&D       | Italie    |
| 10 | Olli Rehn                 |  | ALDE      | Finlande  |
| 11 | Alexander Graf Lambsdorff |  | ALDE      | Allemagne |
| 12 | Ulrike Lunacek            |  | Verts/ALE | Autriche  |
| 13 | Dimítrios Papadimoúlis    |  | GUE/NGL   | Grèce     |
| 14 | Ryszard Czarnecki         |  | CRE       | Pologne   |

#### 18 janvier 2017 -1erjuillet 2019
| 1  | Mairead McGuinness        |  | PPE       | Irlande            |
| 2  | Bogusław Liberadzki       |  | ALDE      | Pologne            |
| 3  | David Sassoli             |  | S&D       | Italie             |
| 4  | Rainer Wieland            |  | PPE       | Allemagne          |
| 5  | Sylvie Guillaume          |  | S&D       | France             |
| 6  | Ryszard Czarnecki         |  | CRE       | Pologne            |
| 6  | Zdzisław Krasnodębski     |  | CRE       | Pologne            |
| 7  | Ramón Luis Valcárcel      |  | PPE       | Espagne            |
| 8  | Evelyne Gebhardt          |  | ALDE      | Allemagne          |
| 9  | Pavel Telička             |  | ALDE      | République tchèque |
| 10 | Ildikó Gáll-Pelcz         |  | PPE       | Hongrie            |
| 10 | Lívia Járóka              |  | PPE       | Hongrie            |
| 11 | Ioan Mircea Pașcu         |  | ALDE      | Roumanie           |
| 12 | Dimítrios Papadimoúlis    |  | GUE/NGL   | Grèce              |
| 13 | Ulrike Lunacek            |  | Verts/ALE | Autriche           |
| 14 | Alexander Graf Lambsdorff |  | ALDE      | Allemagne          |
| 14 | Fabio Massimo Castaldo    |  | EFDD      | Italie             |

### Président de la Commission européenne

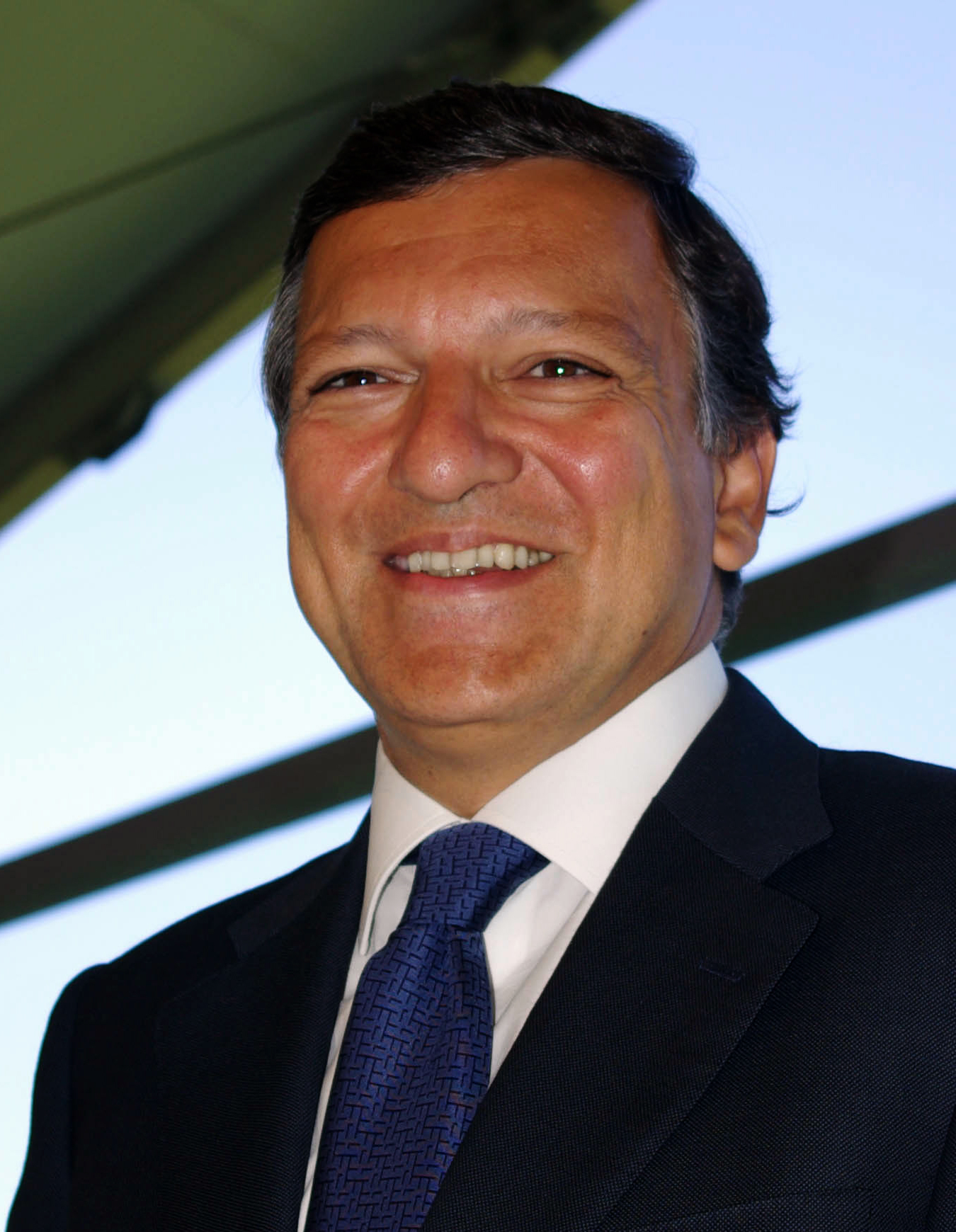
José Manuel Durão Barroso, président de la Commission européenne, du 22 novembre 2004 au 1er novembre 2014.
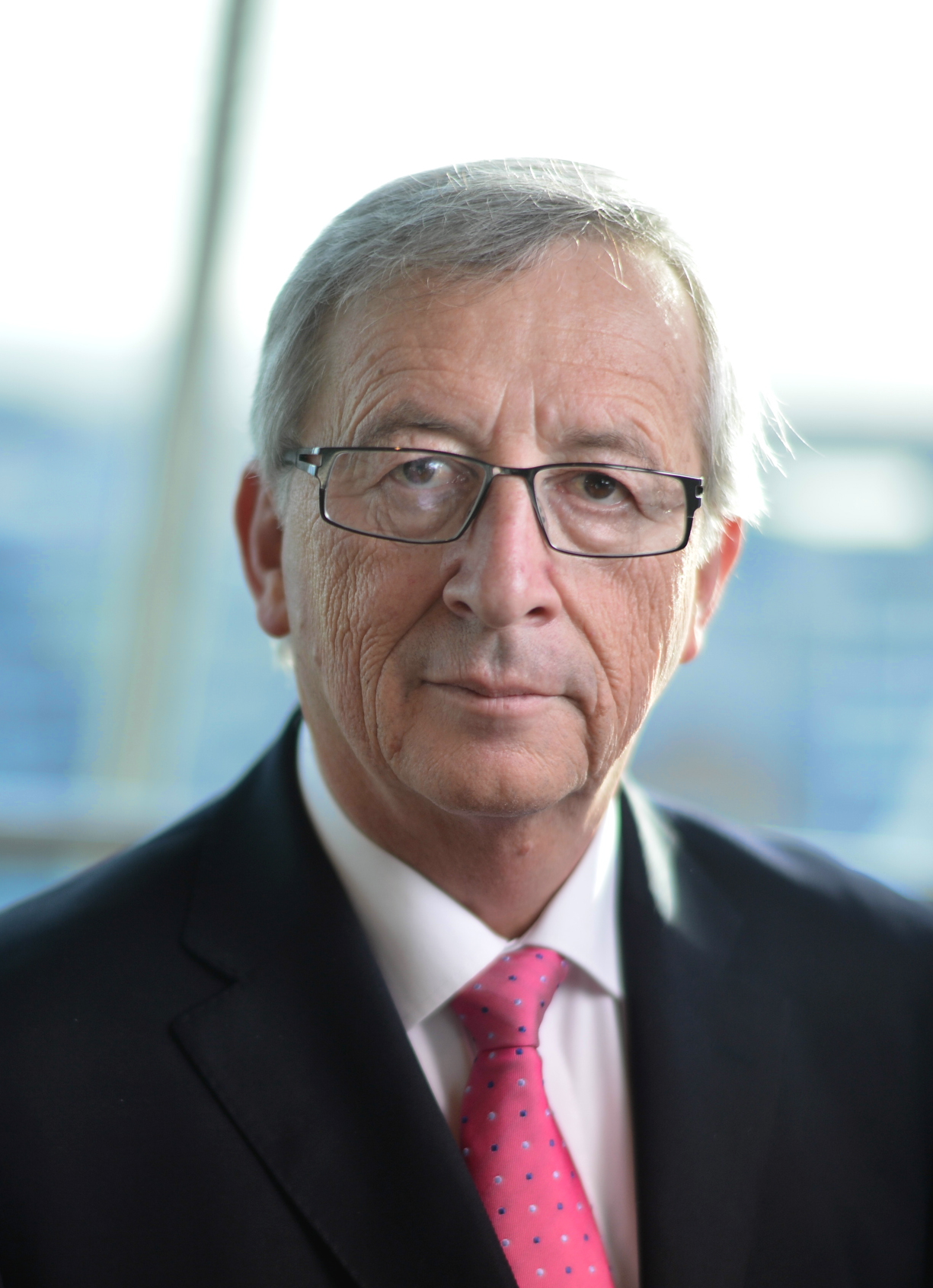
Jean-Claude Juncker, président de la Commission européenne, du  1er novembre 2014 au 1er décembre 2019.

### Liste des députés européens
Les députés européens sont au nombre de 751 députés répartis dans huit groupes politiques. Il existe également un ensemble de députés européens non-inscrits dans un groupe politique.

## Réalisations
Les eurodéputés ont procédé à 27 657 votes. Ceci leur a permis d'adopter 1 128 actes législatifs — soit un peu plus que les 749 de la législature précédente — et 1870 résolutions. Cela a aussi permis d'adopter 1 129 actes non législatifs et 32 231 amendements. Pour la fondation Robert-Schuman, ceci est la marque d'un meilleur travail pour "boucler" (sic) les textes en amont.
Les textes emblématiques concernent la migration, le règlement général sur la protection des données (RGPD) et la réforme fiscale.

### Environnement
Les textes qui ont permis des accords son notamment les textes sur la pêche électrique en mer du Nord, ou sur l'interdiction des plastique jetables (couverts, Cotons-Tiges, pailles).

### Commerce
Dans accords ont été acceptés par le parlement européen (sorte d' Accord de libre-échange de l'Union européenne):
- Accord économique et commercial global avec le Canada (février 2017),
- Accord de partenariat économique avec le Japon (décembre 2018) (Accord de libre-échange entre le Japon et l'Union européenne),
- Accords économiques et de protection des investissements avec Singapour (février 2019) (Accord de libre-échange entre Singapour et l'Union européenne).

Les députés Français se sont opposés à des accords commerciaux qui ont été acceptés par les autres pays comme les accords avec le Canada, le Japon et Singapour

### Droits sociaux
En 2018, en matière de droits sociaux, l'Union européenne a adopté une autorité européenne du travail dans le but delutter contre les fraudes et adopté un « socle européen des droits sociaux ». Il s'agit, sans contrainte, d'encourager l’harmonisation des règles sociales dans l'Union européenne

### Économie et libéralisme
Dans le domaine du libéralisme économique, deux textes notamment ont été adoptés:
- Adoption d'un paquet ferroviaire
- Directive sur le secret des affaires

### Évasion fiscale
- À la suite des « LuxLeaks», pour lutter contre l'évasion fiscale, l’échange automatique des rulings — privilèges fiscaux accordés par certains paradis fiscaux aux multinationales —[7].
- taxe GAFA[7].

### Numérique
La parlement européen a voté pour maintenir un principe fondateur du réseau Internet: la neutralité du Net permettant aux sites d'être considérés également par les opérateurs téléphoniques au moyen du règlement télécoms de 2015.
Les textes considèrent également la directive sur le droit d’auteur ou l’élimination des frais de roaming (frais d'itinérance).
Le texte emblématique de la législature dans le domaine numérique est le règlement général sur la protection des données (RGPD).

### Migrations
Des mesure ont été votées pour répondre à la Crise migratoire en Europe en 2015,;
- Création de l’agence des gardes-frontières
- Vote de crédits budgétaires pour sécuriser les frontières extérieures de l’Union européenne
- révision du Code Schengen (février 2017),
- renforcement du Système d'information Schengen (SIS)
- contrôles aux frontières et retour des ressortissants de pays tiers en séjour illégal (octobre 2018),
- révision du mandat de l'agence eu-LISA (systèmes d'information à grande échelle) (juillet 2018)
- création du système européen d'information et d'autorisation concernant les voyages (ETIAS)[6].

### Sécurité: des avancées critiquées pour leur laxisme… ou leur trop grande fermeté
Des mesures de lutte contre le terrorisme et la radicalisation telles que le registre européen des données des passagers aériens (PNR) ont également été adoptées à la suite d'attentats dans plusieurs Etats membres entre 2015 et 2017.
En matière de délinquance financière, de terrorisme et d’immigration illégale:
- création d’une institution indépendante pour enquêter sur les infractions portant atteinte aux intérêts financiers de l’UE: détournements de subventions, fraudes à la TVA ou aux droits de douane, corruption, etc[7]
- contre le terrorisme et l’immigration illégale: fichier PNR des passagers aériens et réforme du système de surveillance de Schengen (SIS)